# Coleraine
Coleraine (irisch Cúil Raithin) ist eine Stadt in der historischen Grafschaft Londonderry in Nordirland.

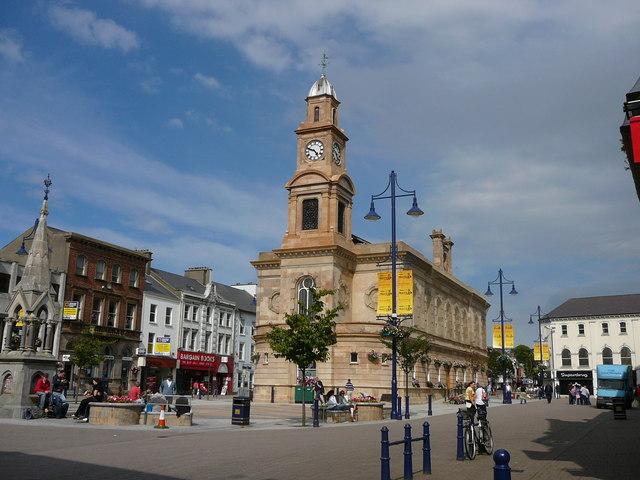
Rathaus von Coleraine

## Geographie
Coleraine liegt am River Bann nahe der Mündung in den Nordkanal (englisch North Channel). Das touristische Motto ist Capital of the Causeway Coast.

## Bevölkerung
Die Stadt hat 24.634 Einwohner (2015) und war Verwaltungssitz des Bezirks (engl. borough) Coleraine mit 56.800 Einwohnern (2007), bis dieser 2015 im District Causeway Coast and Glens aufging. Coleraine ist nunmehr der Verwaltungssitz des Districts Causeway Coast and Glens. Sie liegt 50 Meilen von Belfast, 30 von Derry und 25 von Ballymena entfernt. Die meisten Einwohner sind Protestanten und gehören überwiegend der anglikanischen Church of Ireland an.

## Infrastruktur

### Verkehr
Coleraine ist durch Bahnlinien mit Belfast, Derry und Portrush verbunden.

### Bildung
Die als New University of Ulster, Coleraine am Stadtrand von Coleraine gegründete Universität fusionierte 1984 mit Ulster Polytechnic, Jordanstown und ist seitdem administratives Zentrum der University of Ulster. Der Campus Coleraine ist mit 4.502 Studenten (2017/18) der zweitgrößte der vier Universitätsstandorte. Auf dem Gelände befinden sich ein Bahnhaltepunkt entlang der Strecke Coleraine-Portrush und seit 1976 auch das Riverside Theatre.

## Sport
Der Fußballclub Coleraine FC spielt in der NIFL Premiership, der höchsten Liga im nordirischen Fußball. Die Spielzeit 2018/19 schloss der Club auf dem 6. Platz (von 12) ab.

## Städtepartnerschaft
Partnerstadt von Coleraine ist seit 1980 die im Westen Frankreichs gelegene Stadt La Roche-sur-Yon in der Region Pays de la Loire.

## In Coleraine geboren
- Samuel Fleming Barr (1829–1919), US-amerikanischer Politiker
- Mary Rankin Swan (1865–1944), Genremalerin
- Alan Campbell (* 1983), Ruderer
- Michelle Fairley (* 1964), Schauspielerin
- Maggie O’Farrell (* 1972), Schriftstellerin
- Bertie Peacock (1928–2004), Fußballspieler und -trainer
- Tommy Sheppard (* 1959), schottischer Politiker der Scottish National Party (SNP)
- Hugh Thomson (1860–1920), Zeichner und Buchillustrator
- Andrew Trimble (* 1984), Rugby-Union-Spieler
- Lauren Wade (* 1993), Fußball-Nationalspielerin
- Hannah Scott (* 1999), Ruderin